# Ткачество

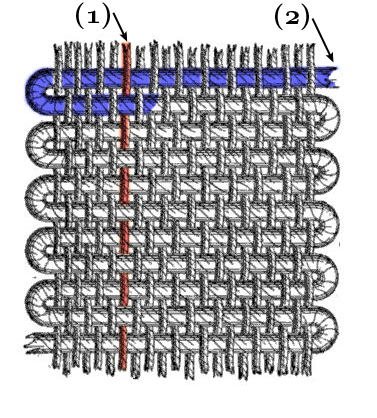
Основа (1) и уток (2)

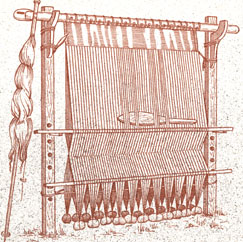
Реконструкция вертикального ткацкого станка с Фарерских островов

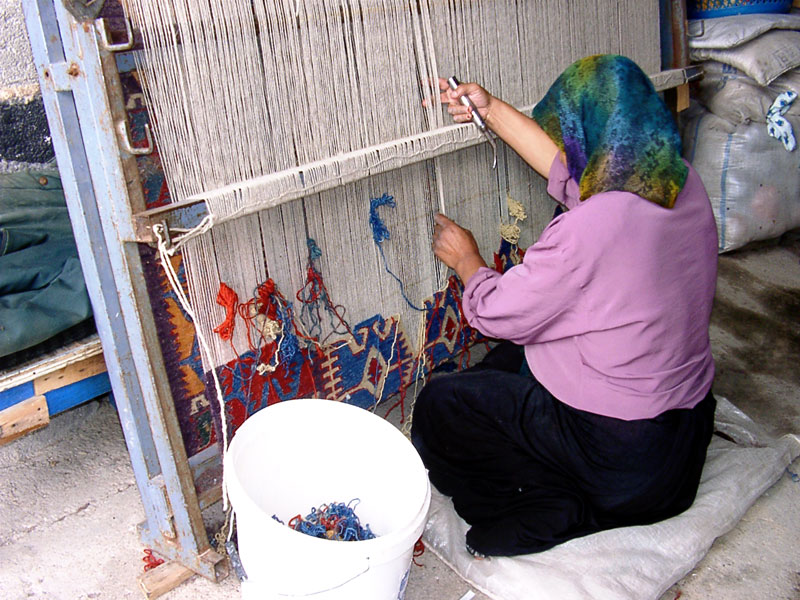
Вертикальный ткацкий станок для ковроткачества

Тка́чество — производство ткани на ткацких станках: ткацкое переплетение формируется благодаря сплетению нитей основы и утка. Возникло в позднем палеолите благодаря развитию плетения и прядения. Ткачество подразделяют на ручное и машинное. Человека, профессионально занимающегося ткачеством, называют «ткачом». Ручное ткачество отличается тем, что для производства изделий используют простые станки, на которых закреплены нити основы и имеют некоторые удобства для ткачества, но весь процесс ткач производит вручную. Более сложные станки с ремизными устройствами и подножками также являются ручными. Таким способом с древности и до настоящего времени создают ткани, ковры, сюжетные и декоративные шпалеры, гобелены, утилитарные изделия. В более широком смысле под ткачеством понимают весь комплекс технологических процессов, составляющих ткацкое производство. Существуют 2 вида ткацких станков: вертикальный, горизонтальный.  Является одним из древнейших ремёсел.

## История
Возникло в позднем палеолите благодаря развитию плетения и прядения. Первоначально ткацкий станок был вертикальным (сохранён до наших дней у некоторых индейских племён; используют для ковроткачества). Повсеместно для ткачества использовали разного рода ручные приспособления (дощечки, бёрдышки). Позднее был изобретён горизонтальный ткацкий станок.
В Средние века эта профессия не пользовалась большим уважением. В странах Европы распространённым сырьём для пряжи были шерсть и лён, а также импортируемые из Азии хлопок и шёлк. Появление ткацкого станка позволило производить ткани высокого качества. Тем не менее, эпоха индустриализации положила конец этой ранее распространённой профессии. Многие ткачи были повергнуты в нищету, став одними из первых, кто почувствовал на себе негативные последствия индустриализации. Именно ткачи бунтовали против массового внедрения станков и замену мануфактур и надомных ткачей фабриками (луддиты). Этой теме посвящена драма Герхарта Гауптмана «Ткачи» (нем. Die Weber, 1892), рассказывающая о восстании ткачей в Силезии (нем. Schlesischer Weberaufstand, 1844).

## Ткачество в народной культуре

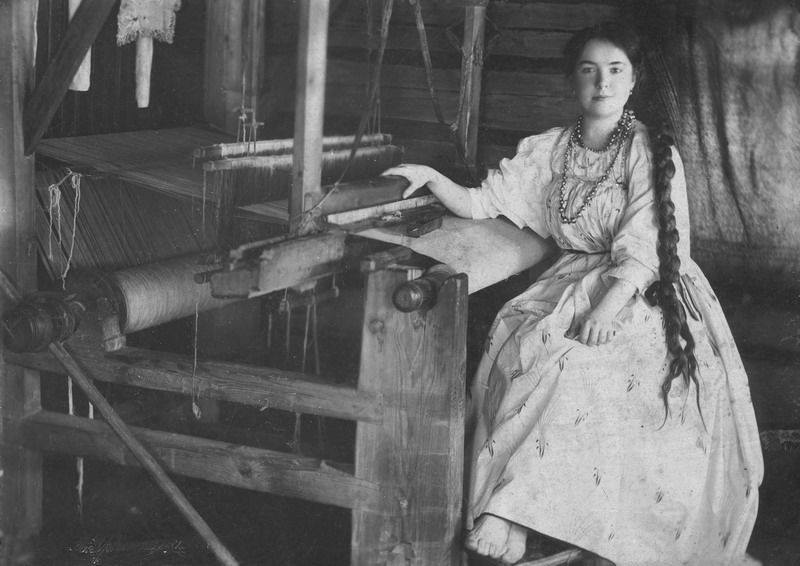
Крестьянка у ткацкого станка, 1900-е, Костромская губерния, из архива Кинешемского государственного художественно-исторического музея

До XIX-XX веков ткачество являлось одним из самых распространённых домашних занятий в традиционных культурах народов России и соседних территорий. Использовали, главным образом, в изготовлении льняного и конопляного (посконного) холста для нательной одежды, сукна для верхней одежды, а также поясов и отделочной тесьмы. С процессом тканья, особенно с ответственными стадиями начала и срезания готового изделия (например, полосы холста), связаны многие поверья и приметы.
Развивали также узорное тканье — изготовление изделий, украшенных геометрическим орнаментом путём переплетения цветных нитей. Узорные ткани в виде полос различного размера и лент использовали для декорирования предметов одежды с XVIII-XIX веков, главным образом, пришивали к белым холщовым или пестрядинным рубахам и головным полотенцам.
В татарской и башкирской культуре браное ткачество использовали, преимущественно, для предметов интерьерного назначения, у чувашей (низовой этнографической группы) — почти полностью для украшения предметов одежды. У первых более распространённой была техника закладного тканья (с яркими поперечными или ступенчатыми узорами и характерными узкими «щелями»), у чувашей и удмуртов — так называемые браный и выборный способы, при которых орнамент образуют прокидыванием цветных уточных нитей (красным — в браном тканье, разноцветными — в выборном). Тканье использовали и для изготовления поясов — полосатых, с орнаментом и даже надписями; как правило, это так называемые «плоские» или «ленточные пояса».
Среди народов Поволжья и Приуралья (марийцев, мокши, эрьзяне, удмуртов) домашнее ткачество сохраняли для изготовления одежды до 1970-80-х годов для тканья праздничных поясов.
Традиции народного узорного ткачества поддерживают в наши дни многочисленные энтузиасты и профессиональные художники, в том числе на предприятиях народных художественных промыслов. В 2000-х годах стали развивать в рамках обществ военно-исторической реконструкции.

## Современность
В наше время основную часть тканей производят промышленным образом на различных механических, автоматических и специальных ткацких станках. Ручное ткачество встречается только в прикладном искусстве и изделия нередко предлагают на ярмарках и сувенирных магазинах. В странах Третьего мира, однако, всё ещё существуют много ткачей, зарабатывающих своей профессией на жизнь с помощью ручных ткацких станков. В этой сфере нередко эксплуатируются и дети.

### Разновидности
- Бёрдовое качество
- Жаккардовое ткачество
- Гладьевое ткачество
- Ручное ткачество